# Мате Станичић
Мате Станичић (Шибеник, 9. децембар 1920 — Пула, 9. мај 1985) био је учесник Народноослободилачке борбе, генерал-потпуковник ЈНА и народни херој Југославије.

## Биографија
Рођен је 9. децембра 1920. године у Шибенику, у средње имућној земљорадничкој породици. Након завршетка основне школе, помагао је родитељима у обрађивању земље. Био је и члан гимнастичарског друштва „Соко“. Године 1937. уписао је, а 1939. завршио је Морнаричку подофицирску школу у Шибенику. Након тога је био у служби као морнарички подофицир у Шибенику.

### Народноослободилачка борба
После капитулације Краљевине Југославије 1941, активно је учествовао у припремама за оружану борбу. Радио је на обуци омладинаца у руковању оружјем. Дана 3. децембра 1941. године упућен је са групом омладинаца у Лику, где је био одређен за командира Првог вода далматинске чете батаљона „Марко Орешковић“. Од марта до маја 1942. године налазио се на дужности командира чете у батаљону „Буде Борјан“, а затим је постао командант батаљона „Бранко Владушић“, дужност на којој је остао до августа, када је постављен за команданта батаљона „Буде Борјан“, са којим је ушао у састав Прве далматинске бригаде. Октобра 1942. године одређен је за заменика команданта истог батаљона и на тој дужности остао до битке на Сутјесци, где је био тешко рањен. Од октобра 1943. године био је командант Првог батаљона Четврте далматинске ударне бригаде. Крајем 1944. године био је постављен је за начелника штаба исте бригаде, почетком 1945. године постао је командант Треће далматинске ударне бригаде, у којој је остао до краја октобра 1945. године.
Све време рата вршио је војне дужности. Ратовао је 1941. године у Лици, а 1942. године по Далмацији у Буковици и Зрмањи и око Книна и Грачаца, потом са Првом далматинском бригадом вршио често ноћне препаде на прузи. Једном је заробио железничку војну италијанску патролу с 10 војника. На друму Ливно–Дувно штитио је одступницу јединица НОВЈ. Истакао се као неустрашив борац посебно у борби за ослобођење Ливна. У тим жестоким борбама, борци су морали да штеде муницију, а ватру отварају само из непосредне близине. У току борбе Мате Станичић и омладинац Мишо из Водица привукли су се јарком до уклињеног италијанског тенка и бацили на њега молотовљев коктел, али то није оштетило тенк. Затим је Мате кундаком разбио стакло на прозору, бацио бомбу у кабину тенка и ликвидирао возача, потом је пиштољем убио још два војника у тенку, а једног заробио. Оштећени тенк је закрчио пут осталим возилима. За тај и многе друге подвиге био је изабран за делегата Прве далматинске бригаде на Првом конгресу Уједињеног савеза антифашистичке омладине Југославије (УСАОЈ) у Бихаћу, где је био изабран у радно председништво Конгреса.
Током 1943, учествовао је у борбама на утврђење Ћусину код Јајца, код Травника, око Горњег Вакуфа, у борбама за Прозор, у прелазу преко Неретве, у борбама за Невесиње, Гацко и око Никшића, те у бици на Сутјесци. Крајем 1943. године учествовао је у борбама за ослобођење Далмације, Имотског, Аржана, Посушја, за ослобођење Дувна, Ливна, Гламоча и Грахова. Крајем 1944. године учествовао је у борбама за Книн, Сињ, Мостар, затим око Босанског Грахова, Срба, Грачаца и другим. У 1945. години као командант бригаде Девете дивизије учествовао је у ослобођењу Пага, Раба, Цреса и Лошиња, затим у борбама за Опатију, Ријеку, Бузет, Бује и Трст. У току рата био је рањен два пута лакше и два пута теже.

### Послератна каријера
Године 1945, био је прекомандован у Југословенску ратну морнарицу (ЈРМ), на дужност начелника штаба Јужног Јадрана, а од 1948. био је командант Северног Јадрана. После завршене Више војне академије ЈНА, био је постављен за начелника одељења Треће армијске области. Године 1952, био је на служби у Генералштабу ЈНА, а од 1954. у Седмој армијској области. Од јануара 1960. до 1963. био је на дужности Војног изасланика ФНРЈ у Москви, кад је отишао у Ратну школу ВВА Копнене војске ЈНА, коју је завршио 1964. године. Од тада, па све до пензионисања 1977. године, био је командант Војног округа Сплит у чину генерал-потпуковника ЈНА.
Вршио је и многе партијско-политичке функције. Године 1958. био је делегат на Седмом конгресу СКЈ у Љубљани. Активно је учествовао у раду ССРН Југославије, извиђача, Савеза бораца НОР Југославије и осталим организацијама. Био је и члан Међуопштинске конференције СКЈ за Далмацију.
Умро је 9. маја 1985. у Пули, а сахрањен је на гробљу Ловринац у Сплиту.
Носилац је Партизанске споменице 1941. и осталих југословенских одликовања, међу којима и — Ордена народне армије са ловоровим венцем, Ордена партизанске звезде са сребрним венцем, Ордена братства и јединства са сребрним венцем, Ордена заслуга за народ са сребрним зрацима и Ордена за храброст. Орденом народног хероја одликован је 24. јула 1953. године.